# MOVIC
MOVIC var en dansk virksomhed, der producerede båndoptagere af meget høj kvalitet. Den blev grundlagt i 1953 af Mogens Vincentz. Fra 1958 var fabrikken et aktieselskab. Først fremstillede man professionelle båndoptagere af meget høj kvalitet, men begyndte snart også at fremstille båndoptagere til private. I 1961 blev Mogens Vincentz afskediget af bestyrelsen, da fabrikken ikke havde præsteret noget overskud endnu. Firmaet udviklede n båndoptager for Philips, PRO 12, men da man også ville sælge dette apparat under eget navn som A20, opfattede Philips fabrikken som en farlig konkurrent. Da MOVIC skyldte Philips en del penge, kunne firmaet likvidere MOVIC i efteråret 1967. Produktionen indstilledes dog først i 1968. Varelageret af en af de store modeller, A 700, blev overtaget af firmaet KINOVOX. Rettighederne til en af modellerne blev overtaget af TOCANO A/S, der producerede den frem til 1973.